# Ulrich Engel (Jurist)
Max Bruno Ulrich Engel (* 23. Oktober 1902 in Berlin; † 26. Februar 1986 in Bonn) war ein deutscher Verwaltungsjurist und Ministerialbeamter.

## Werdegang
Nach der Großen juristischen Staatsprüfung war Engel als Rechtsanwalt niedergelassen und bis 1945 Direktionsmitglied des arisierten Fuld-Konzerns in Frankfurt am Main. Von 1945 bis 1946 war er Mitglied des Planungsausschusses für den Aufbau einer Hauptdirektion der Deutschen Reichspost in der amerikanischen Zone. Nach Bildung des Landes Groß-Hessen wurde er 1946 Beauftragter für das Post- und Fernmeldewesen im dortigen Wirtschafts- und Verkehrsministerium. Von 1946 bis 1947 war er Generalsekretär beim Verwaltungsrat für das Post- und Fernmeldewesen der amerikanischen und britischen Zone und 1947 Leiter der Finanzen und Wirtschaft in der Hauptverwaltung Post- und Fernmeldewesen des Vereinigten Wirtschaftsgebiets. Nach Gründung der Bundesrepublik war er von 1949 bis 1967 im Rang eines Ministerialdirektors Leiter der Abteilung IV (Finanz- und Wirtschaftsangelegenheiten) im Bundesministerium für das Post- und Fernmeldewesen.

## Ehrungen
- 1967: Großes Verdienstkreuz mit Stern der Bundesrepublik Deutschland

## Werke
- Mitherausgeber des Handwörterbuch des Postwesens. 3. Auflage, Berlin 1971